# Mourvilles-Basses
Pour les articles homonymes, voir Mourvilles.
Mourvilles-Basses est une commune française située dans le nord-est du département de la Haute-Garonne et la région Occitanie.
Sur le plan historique et culturel, la commune est dans le Lauragais, l'ancien « Pays de Cocagne », lié à la fois à la culture du pastel et à l’abondance des productions, et de « grenier à blé du Languedoc ». Exposée à un climat océanique altéré, elle est drainée par la Marcaissonne et par divers autres petits cours d'eau.
Mourvilles-Basses est une commune rurale qui compte 80 habitants en 2022, après avoir connu un pic de population de 290 habitants en 1846. Elle fait partie de l'aire d'attraction de Toulouse. Ses habitants sont appelés les Mourvillais ou  Mourvillaises.
Le patrimoine architectural de la commune comprend un immeuble protégé au titre des monuments historiques : le château, inscrit en 2001.

## Géographie

### Localisation
La commune de Mourvilles-Basses se trouve dans le département de la Haute-Garonne, en région Occitanie.
Elle se situe à 25 km à vol d'oiseau de Toulouse, préfecture du département, et à 24 km de Revel, bureau centralisateur du canton de Revel dont dépend la commune depuis 2015 pour les élections départementales.
La commune fait en outre partie du bassin de vie de Caraman.
Les communes les plus proches sont : 
Caragoudes (1,6 km), Varennes (1,6 km), Saint-Germier (2,9 km), Labastide-Beauvoir (3,1 km), Ségreville (3,2 km), Toutens (3,5 km), Tarabel (3,6 km), Mauremont (3,7 km).
Sur le plan historique et culturel, Mourvilles-Basses fait partie du Lauragais, occupant une vaste zone, autour de l’axe central que constitue le canal du Midi, entre les agglomérations de Toulouse au nord-ouest et Carcassonne au sud-est et celles de Castres au nord-est et Pamiers au sud-ouest. C'est l'ancien « Pays de Cocagne », lié à la fois à la culture du pastel et à l’abondance des productions, et de « grenier à blé du Languedoc ».
Mourvilles-Basses est limitrophe de cinq autres communes.
Les communes limitrophes sont  Caragoudes, Labastide-Beauvoir, Saint-Germier, Tarabel et Varennes.
| Tarabel            |                   | Caragoudes    |
| Labastide-Beauvoir | Mourvilles-Basses |               |
|                    | Varennes          | Saint-Germier |

### Géologie et relief
La superficie de la commune est de 458 hectares ; son altitude varie de 187  à   273 mètres.

### Hydrographie

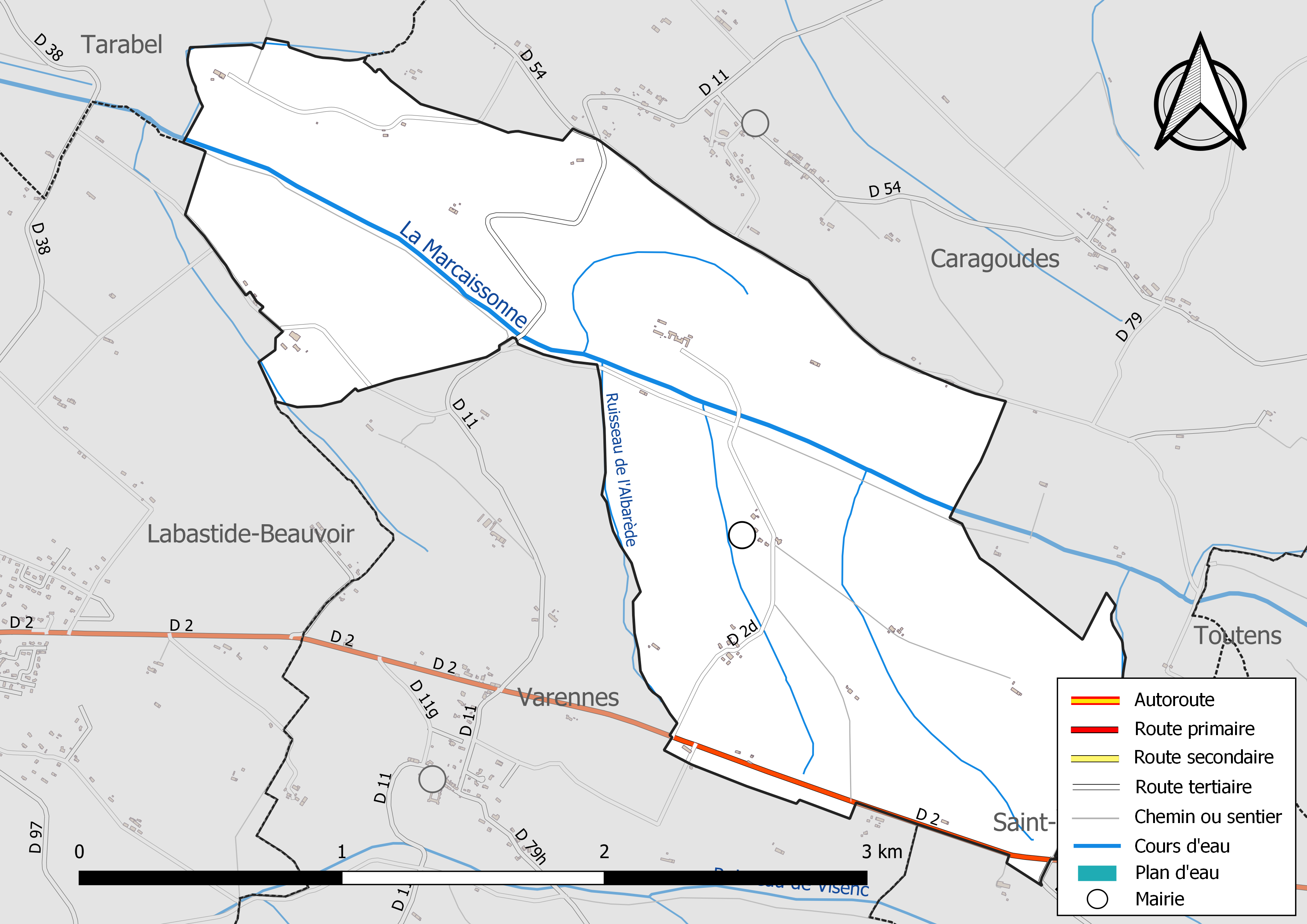
Réseaux hydrographique et routier de Mourvilles-Basses.

La commune est dans le bassin de la Garonne, au sein du bassin hydrographique Adour-Garonne. Elle est drainée par la Marcaissonne, le ruisseau de l'Albarède et par divers petits cours d'eau, constituant un réseau hydrographique de 9 km de longueur totale,.
La Marcaissonne, d'une longueur totale de 26,5 km, prend sa source dans la commune de Beauville et s'écoule du sud-est vers le nord-ouest. Elle traverse la commune et se jette dans l'Hers-Mort à Toulouse, après avoir traversé 14 communes.

### Climat
Pour des articles plus généraux, voir Climat de l'Occitanie et Climat de la Haute-Garonne.
En 2010, le climat de la commune est de type climat du Bassin du Sud-Ouest, selon une étude s'appuyant sur une série de données couvrant la période 1971-2000. En 2020, Météo-France publie une typologie des climats de la France métropolitaine dans laquelle la commune est exposée à un climat océanique altéré et est dans la région climatique Aquitaine, Gascogne, caractérisée par une pluviométrie abondante au printemps, modérée en automne, un faible ensoleillement au printemps, un été chaud (19,5 °C), des vents faibles, des brouillards fréquents en automne et en hiver et des orages fréquents en été (15 à 20 jours).
Pour la période 1971-2000, la température annuelle moyenne est de 13,1 °C, avec une amplitude thermique annuelle de 15,9 °C. Le cumul annuel moyen de précipitations est de 743 mm, avec 9,8 jours de précipitations en janvier et 5,5 jours en juillet. Pour la période 1991-2020, la température moyenne annuelle observée sur la station météorologique la plus proche, située sur la commune de Ségreville à 3 km à vol d'oiseau, est de 13,4 °C et le cumul annuel moyen de précipitations est de 747,6 mm,. Pour l'avenir, les paramètres climatiques de la commune estimés pour 2050 selon différents scénarios d'émission de gaz à effet de serre sont consultables sur un site dédié publié par Météo-France en novembre 2022.

### Milieux naturels et biodiversité
Aucun espace naturel présentant un intérêt patrimonial n'est recensé sur la commune dans l'inventaire national du patrimoine naturel,,.

## Urbanisme

### Typologie
Au 1er janvier 2024, Mourvilles-Basses est catégorisée commune rurale à habitat très dispersé, selon la nouvelle grille communale de densité à sept niveaux définie par l'Insee en 2022.
Elle est située hors unité urbaine. Par ailleurs la commune fait partie de l'aire d'attraction de Toulouse, dont elle est une commune de la couronne,. Cette aire, qui regroupe 527 communes, est catégorisée dans les aires de 700 000 habitants ou plus (hors Paris),.

### Occupation des sols
L'occupation des sols de la commune, telle qu'elle ressort de la base de données européenne d’occupation biophysique des sols Corine Land Cover (CLC), est marquée par l'importance des territoires agricoles (92,5 % en 2018), une proportion identique à celle de 1990 (92,5 %). La répartition détaillée en 2018 est la suivante : 
terres arables (79,3 %), zones agricoles hétérogènes (13,1 %), forêts (7,5 %). L'évolution de l’occupation des sols de la commune et de ses infrastructures peut être observée sur les différentes représentations cartographiques du territoire : la carte de Cassini (XVIIIe siècle), la carte d'état-major (1820-1866) et les cartes ou photos aériennes de l'IGN pour la période actuelle (1950 à aujourd'hui).

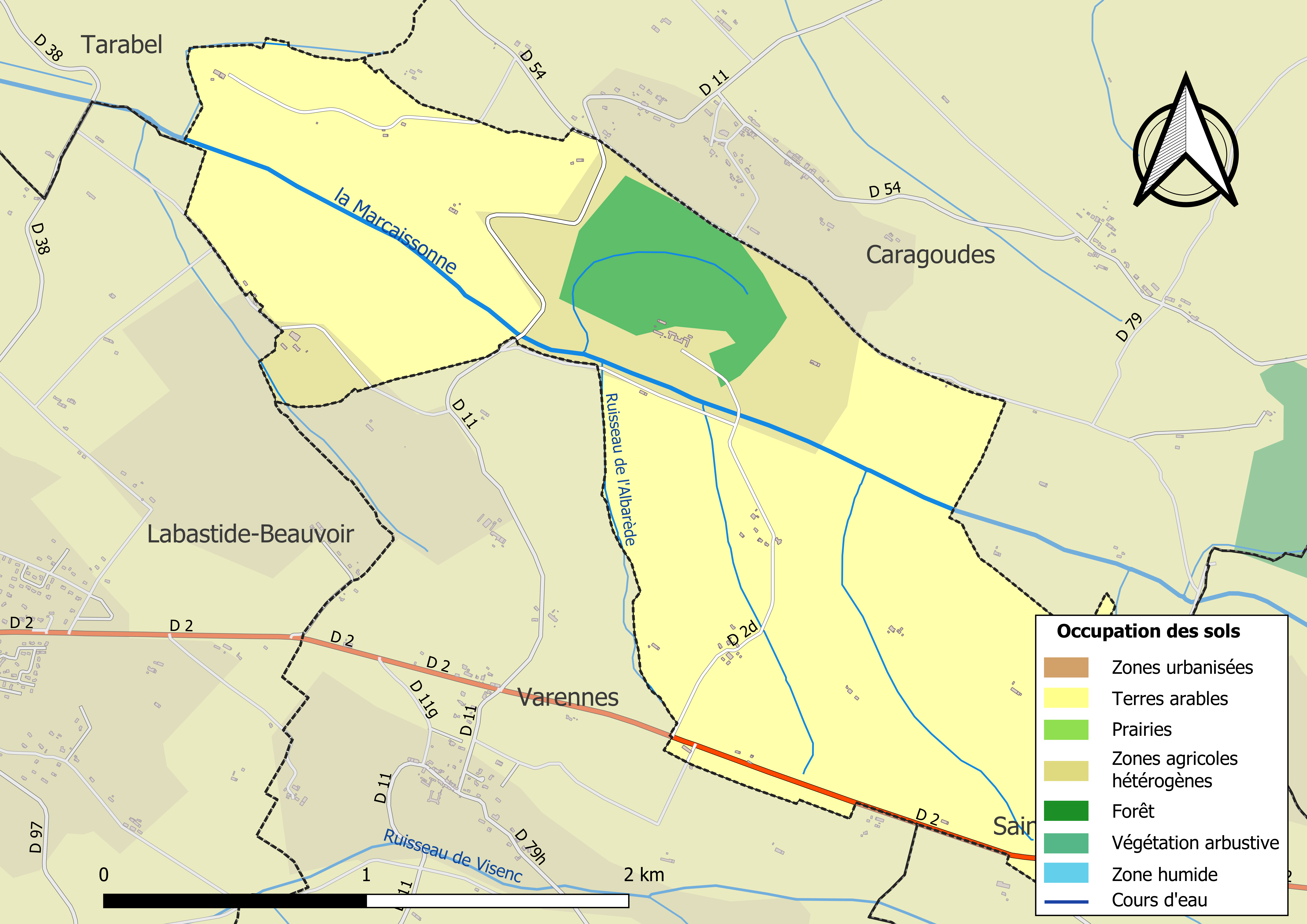
Carte des infrastructures et de l'occupation des sols de la commune en 2018 (CLC).

### Voies de communication et transports
Accès avec les lignes régulières de transport interurbain réseau Arc-en-ciel (anciennement SEMVAT).

### Risques majeurs
Le territoire de la commune de Mourvilles-Basses est vulnérable à différents aléas naturels : météorologiques (tempête, orage, neige, grand froid, canicule ou sécheresse), inondations et séisme (sismicité très faible). Un site publié par le BRGM permet d'évaluer simplement et rapidement les risques d'un bien localisé soit par son adresse soit par le numéro de sa parcelle.
Certaines parties du territoire communal sont susceptibles d’être affectées par le risque d’inondation par débordement de cours d'eau, notamment la Marcaissonne. La commune a été reconnue en état de catastrophe naturelle au titre des dommages causés par les inondations et coulées de boue survenues en 1982, 1996, 1999 et 2009,.

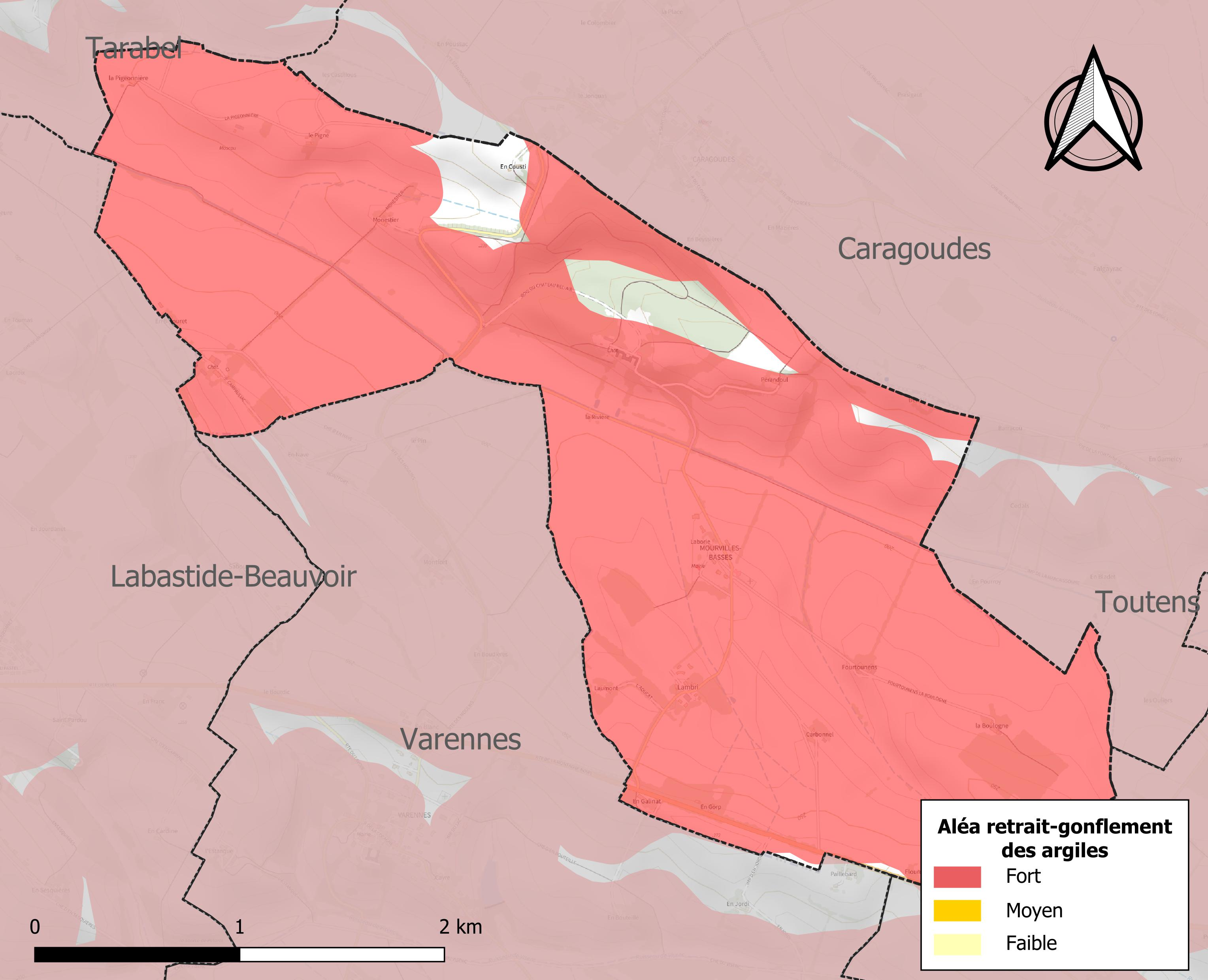
Carte des zones d'aléa retrait-gonflement des sols argileux de Mourvilles-Basses.

Le retrait-gonflement des sols argileux est susceptible d'engendrer des dommages importants aux bâtiments en cas d’alternance de périodes de sécheresse et de pluie. 94,3 % de la superficie communale est en aléa moyen ou fort (88,8 % au niveau départemental et 48,5 % au niveau national). Sur les 40 bâtiments dénombrés sur la commune en 2019, 39 sont en aléa moyen ou fort, soit 98 %, à comparer aux 98 % au niveau départemental et 54 % au niveau national. Une cartographie de l'exposition du territoire national au retrait gonflement des sols argileux est disponible sur le site du BRGM,.
Par ailleurs, afin de mieux appréhender le risque d’affaissement de terrain, l'inventaire national des cavités souterraines permet de localiser celles situées sur la commune.
Concernant les mouvements de terrains, la commune a été reconnue en état de catastrophe naturelle au titre des dommages causés par la sécheresse en 2017 et par des mouvements de terrain en 1999.

## Histoire
La commune faisait partie du comté de Caraman
L'histoire de la commune se confond avec celle de la famille de Villèle. Ces derniers sont seigneurs de Campauliac et de Fourtounens. En 1306, Jean de Villèle achète la terre à la famille de Villeneuve en échange de celle de Cessales.
La seigneurie reste dès lors dans le patrimoine de la famille jusqu'à la révolution. Au début du XIXe siècle, Louis François Joseph de Villèle entreprend de moderniser l'agriculture locale en vulgarisant les prairies artificielles, la suppression de la jachère, l'introduction du mouton mérinos et les plantations de haies d'aubépines et de peupliers d’Italie.
Après avoir fait fortune à l'île de la Réunion, son fils Joseph de Villèle, participe en 1814 au soulèvement royaliste de Toulouse et devient maire de Toulouse en 1815. Député, ministre des finances en 1821, et président du Conseil l'année suivante.

### Héraldique
| Mourvilles-Basses | Son blasonnement est : Palé de sinople et d'argent de quatre pièces. |

## Politique et administration

### Administration municipale
Le nombre d'habitants au recensement de 2011 étant compris entre 0 et 99, le nombre de membres du conseil municipal pour l'élection de 2014 est de sept,.

### Rattachements administratifs et électoraux
La commune fait partie de la dixième circonscription de la Haute-Garonne communauté de communes des Terres du Lauragais et du canton de Revel (avant le redécoupage départemental de 2014, Mourvilles-Basses faisait partie de l'ex-canton de Caraman) de la septième circonscription de la Haute-Garonne jusqu'en 2012 et avant le 1er janvier 2017 elle faisait partie de la communauté de communes Cœur Lauragais.

### Liste des maires
| Période                                  | Période  | Identité             | Étiquette | Qualité     |
| ---------------------------------------- | -------- | -------------------- | --------- | ----------- |
| 1945                                     | 1971     | José de Villèle      |           | Agriculteur |
| 1971                                     | 1995     | Françoise de Villèle |           |             |
| 1995                                     | 1998     | Jean de Laplagnolle  |           |             |
| 1998                                     | 2013     | Henri de Villèle     |           | Cadre       |
| 2013                                     | En cours | Axel de Laplagnolle  |           | Cadre       |
| Les données manquantes sont à compléter. |          |                      |           |             |

## Population et société

### Démographie
L'évolution du nombre d'habitants est connue à travers les recensements de la population effectués dans la commune depuis 1793. Pour les communes de moins de 10 000 habitants, une enquête de recensement portant sur toute la population est réalisée tous les cinq ans, les populations de référence des années intermédiaires étant quant à elles estimées par interpolation ou extrapolation. Pour la commune, le premier recensement exhaustif entrant dans le cadre du nouveau dispositif a été réalisé en 2005.

En 2022, la commune comptait 80 habitants, en évolution de +9,59 % par rapport à 2016 (Haute-Garonne : +8,02 %, France hors Mayotte : +2,11 %).
| 1793 | 1800 | 1806 | 1821 | 1831 | 1836 | 1841 | 1846 | 1851 |
| ---- | ---- | ---- | ---- | ---- | ---- | ---- | ---- | ---- |
| 194  | 201  | 247  | 233  | 216  | 270  | 269  | 290  | 252  |

| 1856 | 1861 | 1866 | 1872 | 1876 | 1881 | 1886 | 1891 | 1896 |
| ---- | ---- | ---- | ---- | ---- | ---- | ---- | ---- | ---- |
| 208  | 227  | 234  | 224  | 215  | 212  | 201  | 180  | 175  |

| 1901 | 1906 | 1911 | 1921 | 1926 | 1931 | 1936 | 1946 | 1954 |
| ---- | ---- | ---- | ---- | ---- | ---- | ---- | ---- | ---- |
| 151  | 154  | 141  | 132  | 130  | 135  | 129  | 130  | 118  |

| 1962 | 1968 | 1975 | 1982 | 1990 | 1999 | 2005 | 2006 | 2010 |
| ---- | ---- | ---- | ---- | ---- | ---- | ---- | ---- | ---- |
| 93   | 80   | 50   | 58   | 57   | 60   | 60   | 57   | 72   |

| 2015 | 2020 | 2022 | - | - | - | - | - | - |
| ---- | ---- | ---- | - | - | - | - | - | - |
| 70   | 80   | 80   | - | - | - | - | - | - |

| selon la population municipale des années : | 1968 | 1975 | 1982 | 1990 | 1999 | 2006 | 2009 | 2013 |
| Rang de la commune dans le département      | 522  | 553  | 497  | 532  | 513  | 539  | 529  | 521  |
| Nombre de communes du département           | 592  | 582  | 586  | 588  | 588  | 588  | 589  | 589  |

### Enseignement
Mourvilles-Basses fait partie de l'académie de Toulouse.
L'éducation est assurée par un regroupement pédagogique intercommunal de la maternelle au primaire, qui regroupe les communes de Tarabel, Maureville, Caragoudes, Segreville et Toutens.
Puis le collège de Caraman.

### Activités sportives
Chasse, pétanque, randonnée pédestre,

### Écologie et recyclage
La collecte et le traitement des déchets des ménages et des déchets assimilés ainsi que la protection et la mise en valeur de l'environnement se font dans le cadre du SIPOM de Revel.

## Économie

### Emploi
|                | 2008  | 2013  | 2018  |
| -------------- | ----- | ----- | ----- |
| Commune        | 2 %   | 8,9 % | 3,8 % |
| Département    | 7,7 % | 9,6 % | 9,3 % |
| France entière | 8,3 % | 10 %  | 10 %  |

En 2018, la population âgée de 15 à 64 ans s'élève à 50 personnes, parmi lesquelles on compte 84,6 % d'actifs (80,8 % ayant un emploi et 3,8 % de chômeurs) et 15,4 % d'inactifs,. Depuis 2008, le taux de chômage communal (au sens du recensement) des 15-64 ans est inférieur à celui de la France et du département.
La commune fait partie de la couronne de l'aire d'attraction de Toulouse, du fait qu'au moins 15 % des actifs travaillent dans le pôle,. Elle compte 6 emplois en 2018, contre 5 en 2013 et 6 en 2008. Le nombre d'actifs ayant un emploi résidant dans la commune est de 40, soit un indicateur de concentration d'emploi de 14,5 % et un taux d'activité parmi les 15 ans ou plus de 71 %.
Sur ces 40 actifs de 15 ans ou plus ayant un emploi, 4 travaillent dans la commune, soit 10 % des habitants. Pour se rendre au travail, 90,5 % des habitants utilisent un véhicule personnel ou de fonction à quatre roues, 4,8 % les transports en commun, 2,4 % s'y rendent en deux-roues, à vélo ou à pied et 2,4 % n'ont pas besoin de transport (travail au domicile).

### Activités hors agriculture
5 établissements sont implantés  à Mourvilles-Basses au 31 décembre 2019.
Le secteur de la construction est prépondérant sur la commune puisqu'il représente 40 % du nombre total d'établissements de la commune (2 sur les 5 entreprises implantées  à Mourvilles-Basses), contre 12 % au niveau départemental.

### Agriculture
|               | 1988 | 2000 | 2010 | 2020 |
| ------------- | ---- | ---- | ---- | ---- |
| Exploitations | 4    | 1    | 2    | 6    |
| SAU (ha)      | 224  | 83   | 107  | 394  |

La commune est dans le Lauragais, une petite région agricole occupant le nord-est du département de la Haute-Garonne, dont les coteaux portent des grandes cultures en sec avec une dominante blé dur et tournesol. En 2020, l'orientation technico-économique de l'agriculture  sur la commune est la culture de céréales et/ou d'oléoprotéagineuses. Six exploitations agricoles ayant leur siège dans la commune sont dénombrées lors du recensement agricole de 2020 (quatre en 1988). La superficie agricole utilisée est de 394 ha,,.

## Patrimoine

### Lieux et monuments

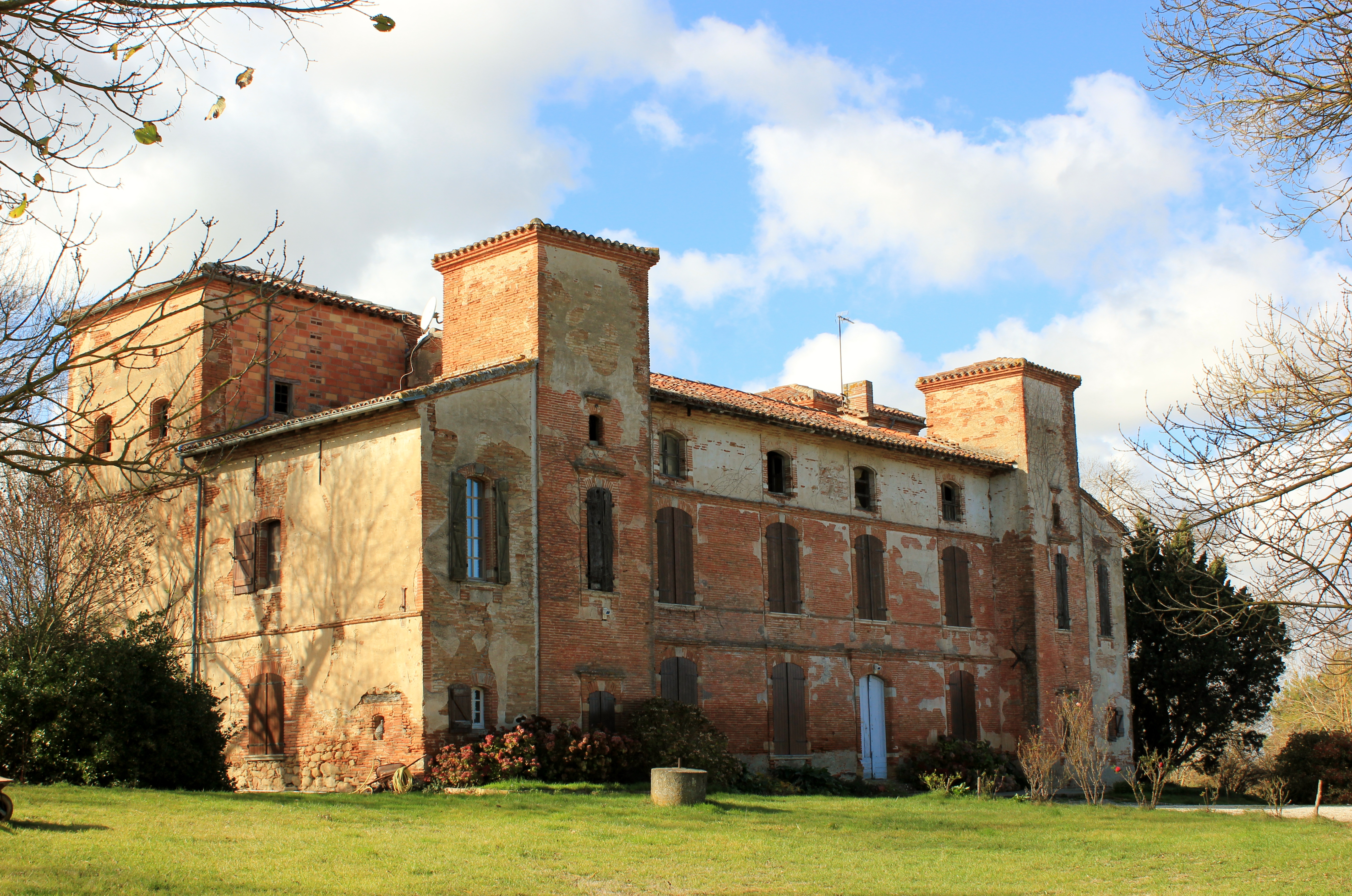
Château de Campauliac

#### Château de CampauliacduXVIesiècle
La famille de Villèle s'est établie dans le château de Campauliac. Le bâtiment actuel est encadré de deux tours carrées, en brique rose avec des pierres d'angle. Le château a pu être élevé avec la fortune amassée dans la fabrication et le négoce du pastel. Il reste plus de cents ans inhabité, servant de grenier à céréales avant d'être restauré dans la seconde moitié du XXe siècle.

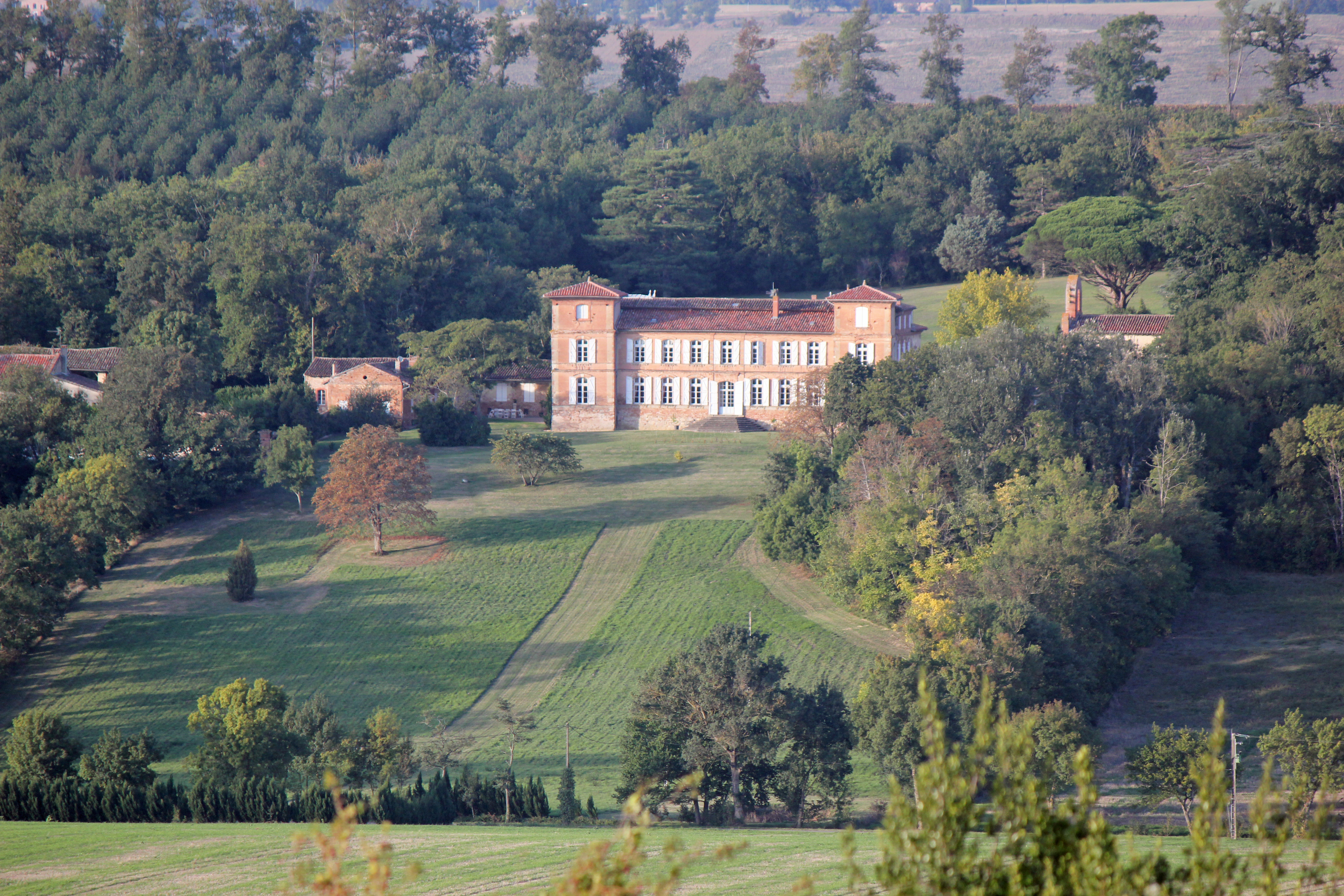
Château de Mourvilles

#### Château de MourvillesduXVIIesiècle
Le château de la famille de Villèle est établi au bord de la vallée de la Marcaissonne à mi-pente d'un coteau dans un grand parc (environ 40 hectares). La façade nord ne semble pas de la même époque que celle du sud. Cette dernière semble antérieure et présente notamment deux clefs d'arc énigmatiques, à la porte principale et à celle de l'aile ouest, ornées de masque d'un art des plus primitifs lesquels détonnent dans un ensemble Louis XIV.

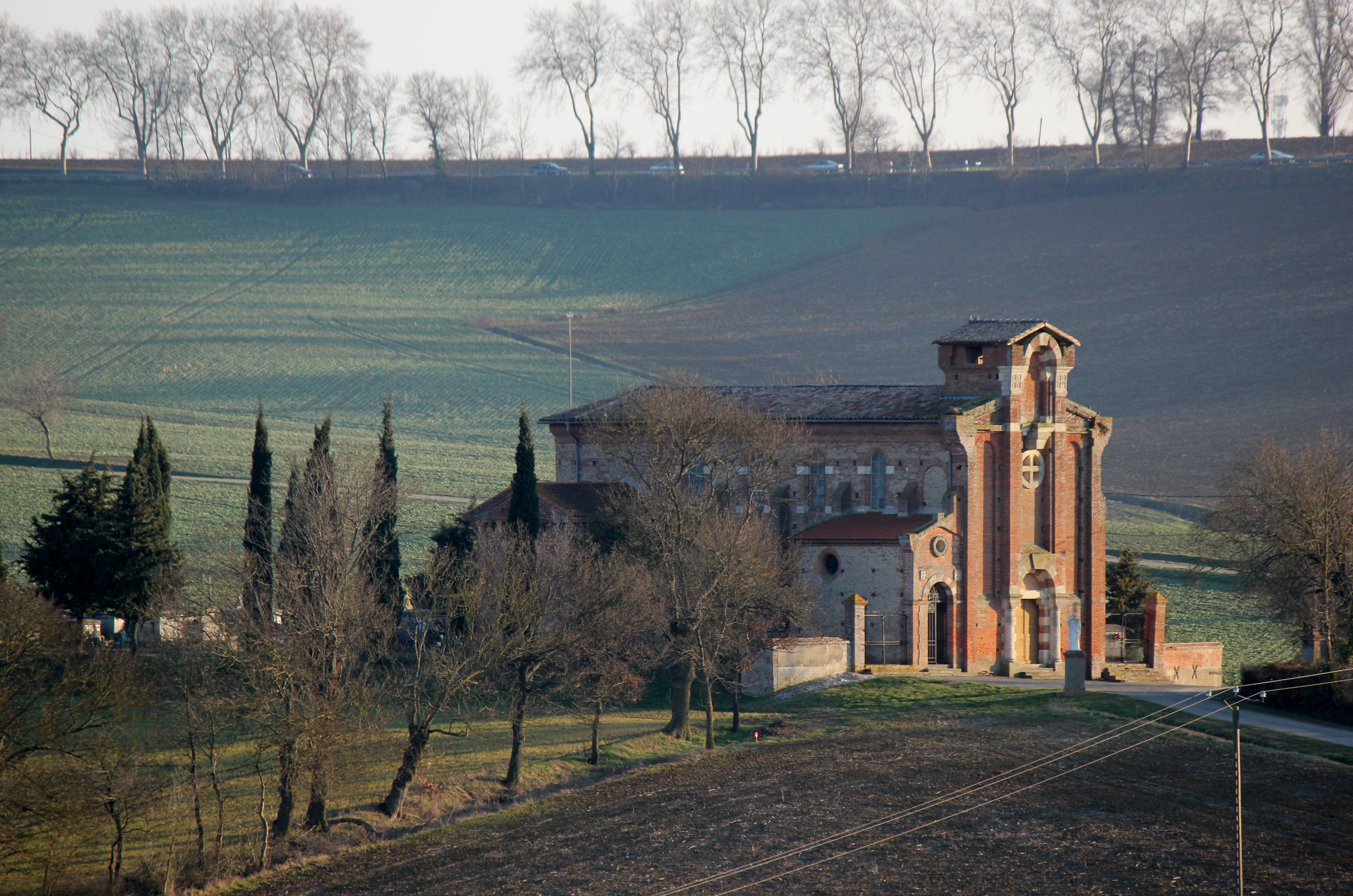
Église de Saint André

##### ÉgliseSaint-Andréde1890en brique et pierre[39].
En 1570, église et village sont détruits par les Huguenots lors des guerres de religion. En 1672, institution d’une messe matitunale (matinale), ce qui laisse supposer que l’église avait été remise en état. En 1827, le cadastre Napoléonien fait figurer une église dont l’emprise au sol est comparable à celle d’aujourd’hui, sur le même emplacement. En 1890, la comtesse Geneviève de VILLELE (née de Mauléon) fait construire une nouvelle église en briques, sur la base de l’ancienne.
L'église est assez originale notamment par ses volumes dissymétriques, sa crypte dans une des chapelles, son clocher inachevé par manque de fonds et son intérieur néogothique. La nef se compose que de deux travées agrémenté de statues de saints, les piliers et les voutes transversales sont en briques apparentes, le reste est couvert d’un enduit blanc. Une tribune avec accès par un escalier hélicoïdal (architecture en bon état et rare dans la région) est présente au fond de l’édifice et domine la nef.
L'église est dotée d’une balustrade sculptée dans la pierre blanche. Avant le chœur, on trouve deux chapelles latérales dont une surmontée d’un autel avec un vitrail. Celui-ci représente les armes de la famille de Villèle avec celle de la famille de Mauléon ainsi que la devise de la famille. Le sanctuaire est pentagonal avec des piliers en briques pourvus de chapiteaux sculptés à décor végétal. Le clocher abrite deux cloches datant de 1811 dont une refondue en 1932. Ces dernières ne sont pas électrifiées (rare dans la région). En 1899, commande de 14 vitraux à l’artiste peintre verrier Paul Chalons de Toulouse.

### Personnalités liées à la commune
- Joseph de Villèle repose dans la chapelle du château de Mourvilles.

## Pour approfondir

#### Site de l'Insee
1. 1 2 3 4 5  Insee, « Métadonnées de la commune de Mourvilles-Basses ».
2. ↑  « La grille communale de densité », sur insee,fr, 28 mai 2024 (consulté le 27 juin 2024).
3. ↑  « Liste des communes composant l'aire d'attraction de Toulouse », sur insee.fr (consulté le 27 juin 2024).
4. ↑  Marie-Pierre de Bellefon, Pascal Eusebio, Jocelyn Forest, Olivier Pégaz-Blanc et Raymond Warnod (Insee), « En France, neuf personnes sur dix vivent dans l’aire d’attraction d’une ville », sur insee.fr, 21 octobre 2020 (consulté le 27 juin 2024).
5. 1 2  « Emp T1 - Population de 15 à 64 ans par type d'activité en 2018 à Mourvilles-Basses » (consulté le 2 février 2022).
6. ↑  « Emp T1 - Population de 15 à 64 ans par type d'activité en 2018 dans la Haute-Garonne » (consulté le 2 février 2022).
7. ↑  « Emp T1 - Population de 15 à 64 ans par type d'activité en 2018 dans la France entière » (consulté le 2 février 2022).
8. ↑  « Base des aires d'attraction des villes 2020 », sur site de l'Insee (consulté le 10 avril 2021).
9. ↑  « Emp T5 - Emploi et activité en 2018 à Mourvilles-Basses » (consulté le 2 février 2022).
10. ↑  « ACT T4 - Lieu de travail des actifs de 15 ans ou plus ayant un emploi qui résident dans la commune en 2018 » (consulté le 2 février 2022).
11. ↑  « ACT G2 - Part des moyens de transport utilisés pour se rendre au travail en 2018 » (consulté le 2 février 2022).
12. ↑  « DEN T5 - Nombre d'établissements par secteur d'activité au 31 décembre 2019 à Mourvilles-Basses » (consulté le 12 février 2022).
13. ↑  « DEN T5 - Nombre d'établissements par secteur d'activité au 31 décembre 2019 dans la Haute-Garonne » (consulté le 12 février 2022).

#### Autres sources
1. ↑  Stephan Georg, « Distance entre Mourvilles-Basses et Toulouse », sur fr.distance.to (consulté le 24 août 2021).
2. ↑  
Stephan Georg, « Distance entre Mourvilles-Basses et Revel », sur fr.distance.to (consulté le 24 août 2021).
3. ↑  « Communes les plus proches de Mourvilles-Basses », sur villorama.com (consulté le 24 août 2021).
4. ↑  Frédéric Zégierman, Le guide des pays de France - Sud, Paris, Fayard, avril 1999 (ISBN 2-213-59961-0), p. 327-328.
5. ↑  Carte IGN sous Géoportail
6. ↑  Répertoire géographique des communes, publié par l'Institut national de l'information géographique et forestière, [lire en ligne].
7. ↑  « Le réseau hydrographique du bassin Adour-Garonne. » [PDF], sur draaf.occitanie.agriculture.gouv.fr (consulté le 5 novembre 2021).
8. ↑  « Fiche communale de Mourvilles-Basses », sur le système d'information pour la gestion des eaux souterraines en Occitanie (consulté le 5 novembre 2021).
9. ↑  Sandre, « la Marcaissonne »
10. 1 2  Daniel Joly, Thierry Brossard, Hervé Cardot, Jean Cavailhes, Mohamed Hilal et Pierre Wavresky, « Les types de climats en France, une construction spatiale », Cybergéo, revue européenne de géographie - European Journal of Geography, no 501,‎ 18 juin 2010 (DOI 10.4000/cybergeo.23155, lire en ligne, consulté le 21 novembre 2023)
11. ↑  « Zonages climatiques en France métropolitaine. », sur pluiesextremes.meteo.fr (consulté le 21 novembre 2023).
12. ↑  « Orthodromie entre Mourvilles-Basses et Ségreville », sur fr.distance.to (consulté le 21 novembre 2023).
13. ↑  « Station Météo-France « Ségreville » (commune de Ségreville) - fiche climatologique - période 1991-2020 », sur donneespubliques.meteofrance.fr (consulté le 21 novembre 2023).
14. ↑  « Station Météo-France « Ségreville » (commune de Ségreville) - fiche de métadonnées. », sur donneespubliques.meteofrance.fr (consulté le 21 novembre 2023).
15. ↑  « Climadiag Commune : diagnostiquez les enjeux climatiques de votre collectivité. », sur meteofrance.fr, novembre 2022 (consulté le 21 novembre 2023).
16. ↑  « Liste des zones Natura 2000 de la commune de Mourvilles-Basses », sur le site de l'Inventaire national du patrimoine naturel (consulté le 29 août 2021).
17. ↑  « Liste des ZNIEFF de la commune de Mourvilles-Basses », sur le site de l'Inventaire national du patrimoine naturel (consulté le 29 août 2021).
18. ↑  « Liste des espaces protégés sur la commune de Mourvilles-Basses », sur le site de l'Inventaire national du patrimoine naturel (consulté le 29 août 2021).
19. ↑  « CORINE Land Cover (CLC) - Répartition des superficies en 15 postes d'occupation des sols (métropole). », sur le site des données et études statistiques du ministère de la Transition écologique. (consulté le 14 avril 2021).
20. 1 2 3  « Les risques près de chez moi - commune de Mourvilles-Basses », sur Géorisques (consulté le 17 octobre 2022).
21. ↑  BRGM, « Évaluez simplement et rapidement les risques de votre bien », sur Géorisques (consulté le 10 septembre 2022).
22. ↑  « Dossier départemental des risques majeurs dans la Haute-Garonne », sur haute-garonne.gouv.fr (consulté le 10 septembre 2022), partie 1 -  chapitre Risque inondation.
23. ↑  « Retrait-gonflement des argiles », sur le site de l'observatoire national des risques naturels (consulté le 10 septembre 2022).
24. ↑  « Liste des cavités souterraines localisées sur la commune de Mourvilles-Basses », sur georisques.gouv.fr (consulté le 10 septembre 2022).
25. ↑  art L. 2121-2 du code général des collectivités territoriales.
26. ↑  « Résultats des élections municipales et communautaires 2014 », sur interieur.gouv.fr (consulté le 29 septembre 2020).
27. ↑  L'organisation du recensement, sur insee.fr.
28. ↑  Calendrier départemental des recensements, sur insee.fr.
29. ↑  Des villages de Cassini aux communes d'aujourd'hui sur le site de l'École des hautes études en sciences sociales.
30. ↑  Fiches Insee - Populations de référence de la commune pour les années 2006, 2007, 2008, 2009, 2010, 2011, 2012, 2013, 2014, 2015, 2016, 2017, 2018, 2019, 2020, 2021 et 2022.
31. 1 2 3 4 5  INSEE, « Population selon le sexe et l'âge quinquennal de 1968 à 2012 (1990 à 2012 pour les DOM) », sur insee.fr, 15 octobre 2015 (consulté le 10 janvier 2016).
32. ↑  INSEE, « Populations légales 2006 des départements et des collectivités d'outre-mer », sur insee.fr, 1er janvier 2009 (consulté le 8 janvier 2016).
33. ↑  INSEE, « Populations légales 2009 des départements et des collectivités d'outre-mer », sur insee.fr, 1er janvier 2012 (consulté le 8 janvier 2016).
34. ↑  INSEE, « Populations légales 2013 des départements et des collectivités d'outre-mer », sur insee.fr, 1er janvier 2016 (consulté le 8 janvier 2016).
35. ↑  « Accueil », sur sipom.fr (consulté le 8 avril 2023).
36. ↑  « Les régions agricoles (RA), petites régions agricoles(PRA) - Année de référence : 2017 », sur agreste.agriculture.gouv.fr (consulté le 12 février 2022).
37. ↑  Présentation des premiers résultats du recensement agricole 2020, Ministère de l’agriculture et de l’alimentation, 10 décembre 2021
38. ↑  « Fiche de recensement agricole - Exploitations ayant leur siège dans la commune de Mourvilles-Basses - Données générales », sur recensement-agricole.agriculture.gouv.fr (consulté le 12 février 2022).